# Tetovo
Tetovo (makedonsko Тетово; albansko Tetovë/Tetova) je mesto v severozahodnem delu Severne Makedonije, zgrajeno ob vznožju Šar planine in razdeljeno z reko Pena. Tetovo pokriva površino 1080 km², na nadmorski višini okoli 470 m in je imela ob štetju leta 2002 52.915 prebivalcev. Mesto Tetovo je sedež občine Tetovo.
Tetovo je bilo ustanovljeno v 14. stoletju na mestu starodavnega mesta Oaeneon.
V 15. st. našega štetja je bilo Tetovo pod osmansko oblastjo približno pet stoletij. Za kratek čas v 15. stoletju je Tetovo prišlo pod nadzor albanske države, lige Lezhë, ki jo je vodil Gjergj Kastrioti Skanderbeg, Albanci pa so v bitki pri Pologu dosegli zmago nad Osmani. Po osvojitvi mesta s strani Osmanov se je večina mestnega prebivalstva spreobrnila v islam in zgradili so številne stavbe v osmanskem slogu, kot sta Šarena džamija in Arabati Baba Teḱe, ki še vedno veljata za dve najpomembnejši znamenitosti Makedonije iz osmanskega obdobja. Mesto je pripadalo Kosovskemu vilajetu, dobilo livarno strelnega orožja in topov ter se preimenovalo v Kalkandelen (kar pomeni Prebijalec ščita); posledično je kraj pritegnil veliko delavcev in zrasel v mesto. Po svetovnih vojnah je Tetovo postalo del Jugoslavije in kasneje Republike Makedonije.
Tetovo je postalo neuradno glavno mesto in središče pretežno etnično albanske regije, ki se razteza v loku od Tetova do Struge. Več kot tretjino mesta naseljujejo etnični Makedonci. Tetovo je v preteklosti imelo veliko turškega prebivalstva, ki je šele leta 1961 predstavljalo skoraj eno četrtino, čeprav zdaj predstavlja manj kot 4 % mesta.
Jugovzhodnoevropska univerza, tretja največja univerza v Severni Makedoniji za Skopjem in Bitolo, je v Tetovu. Tetovo je tudi dom Državne univerze v Tetovu.

## Ime
V zgodnji antiki je bilo Tetovo prvič omenjeno kot Oaeneum (Ωαινέον v stari grščini). Regija je bila v srbski listini omenjena kot Htetovo.

## Zgodovina

### Prazgodovina
V bližini Tetova so bila arheološka odkritja, ki segajo v bronasto dobo (2200-1200 pr. n. št.). V Severni Makedoniji je bil najstarejši artefakt, mikenski meč iz bronaste dobe, najden zunaj Tetova. Zdaj je na ogled v Muzeju Makedonije v Skopju.

### Zgodnja antika
Prvi prebivalci Oaeneuma so bili Peneste, ilirsko pleme, ki je nadzorovalo regije Oaeneum, Draudacum (Gostivar), Uskana (Kičevo), Divra (Debar) in glavne izhode proti Styberri (Prilep) na severu Šelagonije. Čeprav je bilo ozemlje Penestov oddaljeno, je imelo strateški pomen. Omogočalo je enega redkih prehodov iz Ilirije in Dardanije v Makedonijo preko Oaeneum-Draudacum-Uskana-Styberra. V obdobju 800–550 pr. n. št. so Dardani prek Tetova in Gostivarja prodrli v Pelagonijo in tamkajšnje Frigijce potisnili v severno hribovje. Verjetno so prevzeli Linkus, Eordejo in Edeso. Ilirski vpliv regije je bil opažen v arheološkem odkritju kipa bronaste plesalke iz ilirskega obdobja, 6. stoletja pr. n. št.
Leta 171 pr. n. št. se je Gencij povezal z Rimljani proti Makedoncem in skupaj leta 170 pr. n. št. so bili Rimljani pod vodstvom Apija Klavdija na pragu zmage. Vendar pa je Gencij leta 169 pr. n. št. zamenjal stran in se povezal s Perzejem Makedonskim ter vodil njegovo vojsko do zmage nad Rimljani v Uskani preko Oaeneuma. Leta 169 pred našim štetjem je Oaeneum spet padel v roke Rimljanov. Peneste so bili na splošno povezani z Rimljani. Po osvojitvi Uskane je Perzej svojo vojsko odkorakal proti Oaeneumu. Lokacija mesta je bila dobra, predvsem pa je bil tam prehod do Labeatov, Gencijevega kraljestva. Eden od Perzejevih mož, ki je poznal to območje, je dejal, da nima smisla zavzeti Oaeneuma, razen če nadzoruje Draudacum. Perzej je z lahkoto zavzel Draudacum. Vendar, ko je Perzej dosegel Oaeneum, ga ni bilo mogoče zavzeti brez obsežnega napada. Njegova moč je bila v tem, da je imel precej več vojaško sposobnih ljudi kot v drugih krajih, v utrjenem obzidju mesta in v tem, da je bil na eni strani obdan z reko, na drugi pa z goro, ki je bila zelo visoka in težko dostopna. Ti dejavniki so meščanom dali nekaj upanja, da se bodo uprli. Perzej je začel graditi klančino na zgornji strani mesta; njegova višina bi ga pripeljala čez mestno obzidje. Takoj ko je klančina dosegla mestno obzidje, se je napad začel in privedel do tega, da je Perzej zavzel Oaeneum. Mesto je bilo izropano in odrasli moški so bili pobiti.
Do leta 168 pred našim štetjem so Rimljani premagali Gencija in Perzeja in območje Oaeneuma je postalo del rimske province Ilirik.

### Rimsko obdobje
Oaeneum je ostal v Iliriku do Dioklecijanove reforme. Oaeneum je postal del Epirus Nova v 4. stoletju našega štetja.
Zaradi velikih barbarskih vpadov Keltov, Ostrogotov pod vodstvom Teoderika Velikega in Hunov iz 3. stoletja našega štetja so Rimljani začeli graditi močna obzidja in utrdbe na prevladujočih hribih okoli območja Oaeneuma.
Krščanstvo se je razširilo v Oaeneum v kasnejšem obdobju rimske invazije in doseglo regijo relativno zgodaj. Evangelij je v regiji oznanjal sveti Pavel. V 2. do 4. stoletju je bil glavni jezik za širjenje krščanske vere latinščina. Vendar pa je bila po nastanku Bizantinskega cesarstva iz Rimskega cesarstva glavni jezik v uporabi grščina.

### Srednji vek
Po močnih avarsko-slovanskih vpadih v poznem 6. stoletju našega štetja so bile vse trdnjave opuščene, vendar ne v celoti porušene. Pred sredino 9. stoletja je regija postala del Prvega bolgarskega cesarstva. Območje je leta 1018 ponovno prišlo pod bizantinsko oblast.
V 13. in 14. stoletju so bizantinski nadzor prekinjala obdobja bolgarske in srbske vladavine. Konstantin Asen je vladal kot car Bolgarskega cesarstva od 1257 do 1277. Kasneje je regijo preplavil in zavzel srbski car Štefan Dušan. Po razpadu Srbskega cesarstva je deželo zavzela hiša Mrnjavčević. To ni trajalo, ko so se Osmani prebili v regijo.
Med letoma 1348-1353 srbski car Štefan Dušan omenja Albance kot kmete in vojake v okrožju Tetovo. Cele albanske vasi so srbski kralji - zlasti Štefan Dušan - podarili srbskemu samostanu Tetovo, pa tudi samostanoma Prizren in Dečani.
Začetna osmanska okupacija ni trajala, saj so se Skenderbeg in njegova albanska sila s pomočjo iz Tetova v bitki pri Pologu spopadli z osmanskimi silami, ki jih je vodil Ibrahim paša. Skenderbeg je ubil Ibrahim pašo, ki je bil njegov stari prijatelj v času, ko je bil pri Osmanih. Tetovo je prišlo pod nadzor Albancev. Avgusta 1462, potem ko je Skenderbeg premagal osmanske sile pod Hasan begom v Mokri, se je Isuf beg odpravil proti Skenderbegu. Isuf beg je z 18.000 vojaki odkorakal proti Uskubu. Od tam je vkorakal v Polog pri Tetovu. Skenderbeg je napadel in uničil Isufove sile, paša pa je pobegnil, svojo vojsko pa pustil za seboj.

### Osmansko obdobje
Tetovo je bilo ustanovljeno v zgodnjem 14. stoletju kot majhno srednjeveško naselje okoli cerkve Svete Bogorodice (Svete Matere Božje). Konec tega stoletja je Tetovo z okolico padlo pod oblast Osmanskega cesarstva.
Po defterjih iz leta 1455 je bilo v Tetovu prisotno Albanstvo. Uradna osmanska statistika Nahija Tetovo je leta 1452 imela 146 krščanskih in 60 muslimanskih družin, leta 1453 prebivalstvo sestavlja 153 krščanskih in 56 muslimanskih  čanskih in 101 muslimanska družina (38 je bilo islamiziranih), leta 1568 je bilo 108 krščanskih in 329 muslimanskih (184 islamiziranih).
Osmanski defter Tetova iz leta 1467 potrjuje, da je muslimansko sosesko Tetova naseljevalo 6 poglavarjev družin z mešanimi antroponimi islamskega albanskega značaja, imena Jusufi, Gjonov sin; Hamza, sin Ulkosa; Karagja, sin Petra; Murati, sin Domijana; Mustafa, sin Jonçe in Hamza, sin Mjellkuja. V krščanski četrti Tetovo je imelo precejšen del prebivalstva poleg značilnih slovansko-krščanskih imen tudi antroponime krščanskega albanskega značaja s primeri slovanizacije, kot so: Andreja, sin Arbanasa; Lazor Shtinar s sinovi Gjurom, Jorgjijem in Vikom; Nikolla sin Gjergja; Dimitri sin Prenko; Lazor brat Tushka, Gjon Arbanas (t.Arnaut); Dula Arbanas (t.Arnaut), Lazar sin Tushala (kompozicija Tush + Shala) med drugim.
V osmanskem obdobju je bilo mesto znano kot Kalkandelen, kar pomeni izdelovalec ščitov, v čast lokalnih kovačev orožja. Njihova vrhunska izdelava se je razširila na pojav malega strelnega orožja in topov, s katerimi se je trgovalo po vsem Balkanu. Manjši hrib nad mestom, blizu današnje vasi Lavce, je bil utrjen že od peonskih časov in Osmani so tam zgradili tudi veliko trdnjavo, znano kot trdnjava Baltepes. Zgrajene so bile številne mošeje, kot je Poslikana mošeja (Aladža ali Šarena džamija), znana tudi kot Pašina mošeja, ki so jo leta 1459 zgradili osmanski Turki; v 16. stoletju se je red bektašijev naselil tudi v Tetovu, kjer ostajajo pri Bektaški teke. Tetovo je pod osmanskim pokroviteljstvom postalo pomembno trgovsko središče za tamkajšnje kmete in obrtnike, pa tudi pomembna vojaška utrdba. Haci Halife je v 17. stoletju v svojih spisih zapisal, da se je Kalkandelen v nižinskih predelih širil z neverjetno hitrostjo.
V zgodnjem 19. stoletju je Abdurrahman Paša, ugledni albanski veleposestnik, polepšal mesto Kalkandelen in prenovil številna posestva, vključno z znamenitostmi, kot so Poslikana mošeja, Teke in trdnjava Baltepe.
Ruski diplomat Ivan Jastrebov je v 19. stoletju pohvalil podnebje Kalkandelena, rad ima mile snežne zime, sončna in prijetno topla poletja. Popotnik Ami Bue je Kalkandelen opisal kot zelo čisto mesto.
Do 19. stoletja, ko se je prebivalstvo Kalkandelena začelo povečevati z naseljevanjem okoliških vasi, je francoski popotnik Ami Boue zabeležil, da je prebivalstvo doseglo približno 4500 ljudi, ki so Bolgari in Albanci. Celotno prebivalstvo pašaluka Kalkandelen (Tetovo) je 30.000–40.000 in je sestavljeno iz Bolgarov, ki so vzhodni pravoslavci, in Albancev, ki so muslimani. Po mnenju britanskega diplomata in popotnika Aubreyja Herberta in angleškega popotnika Austena Henryja Layarda je bila večina prebivalcev Kalkandelena Albancev. Turški viri navajajo, da je bilo tri četrtine prebivalcev Kalkandelena v osmanskem obdobju Albancev. Po statističnih podatkih bolgarskega etnografa Vasila Kanchova iz leta 1900 je prebivalstvo Kalkandelena sestavljeno iz 8500 Bolgarov, 9000 Turkov, 500 Arnautov in 1200 Romov.
Po statističnih podatkih tajnika bolgarskega eksarhata Dimitra Miševa leta 1905 prebivalstvo mesta sestavlja 7408 Bolgarov in 30 Romov.
V Osmanskem cesarstvu je Kalkandelen spadal pod Kosovski vilajet in je bil usmerjen proti Albancem in albanskemu boju za neodvisnost izpod osmanske oblasti. Leta 1843 je vstaja derviša Cara povzročila upor Albancev proti sultanu zaradi nestrinjanja z reformami Tanzimata. Kalkandelen je osvobodil Derviš Cara od januarja 1844 do septembra 1844, kjer je Omar Paša porazil uporniške sile in Kalkandelen je ostal znotraj Osmanskega cesarstva.

### Med svetovnima vojnama
Med razpadom Osmanskega cesarstva je Tetovo prišlo pod albanski nadzor sil, ki jih je vodil Hasan Priština. Od obdobja med 1913 in 1915, med balkansko vojno, je srbska vojska zavzela Tetovo in celotno območje današnje Severne Makedonije je postalo znano kot "Južna Srbija" kot del Kraljevine Srbije.
Med prvo svetovno vojno je med Bolgarijo in Srbijo prišlo do razkola. Bolgarska vojska se je začela prebijati skozi območje in si priključila Tetovo in preostalo regijo Makedonije. Leta 1916, pod Kraljevino Bolgarijo, so bolgarski registri zabeležili, da je Tetovo imelo 22.000 prebivalcev. Dve tretjini tega prebivalstva sta bili navedeni kot Albanci, ena tretjina pa Bolgari in Srbi. Ob koncu vojne je Srbija ponovno prevzela nadzor nad regijo. V Kraljevini Jugoslaviji je bilo Tetovo od leta 1929 do 1941 del Vardarske banovine.
Pod kraljevsko Jugoslavijo je zatiranje Albancev prisililo mnoge iz Tetova, da so se preselili v ZDA in Kanado, medtem ko so na tisoče Srbov spodbudili, da so se preselili v mesto, da bi razvili rudarsko in hidroelektrarno industrijo. Zgrajene so bile pravoslavne cerkve, začelo se je smučanje in pohodništvo s poniji v Šar planini in prispeli so beli ruski naseljenci; mesto je bilo v razcvetu.
Leta 1941 je Vardarska banovina zaradi okupacije Jugoslavije s strani osi prenehala obstajati. Tetovo je ponovno prišlo pod oblast Albancev. Balli Kombëtar je vladal Tetovu z vojaško in finančno pomočjo sil osi. V Tetovu so dvignili albansko državno zastavo, uvedli so albanski frank kot uradno valuto, uradni jezik in izobraževalne zmogljivosti v albanščini.
Ko so Nemci izgubili vojno, so bile razmere naklonjene komunistom. Novi srbski naseljenci so ustanovili Makedonsko komunistično partijo, ustanovljeno 19. marca 1943 v Tetovu, vendar se je takrat za mesto borila tudi albanska komunistična partija. Kljub zmagi zaveznikov in oblikovanju SFR Jugoslavije je leta 1944 tetovski Balli Kombëtar ostal in še vedno sodeloval v boju proti jugoslovanskim oboroženim silam. Boj proti jugoslovanskim silam je trajal do leta 1948, kjer so bili dokončno razbiti.

### SFR Jugoslavija
Mesto je postalo del Socialistične republike Makedonije. Prva leta socialistične Jugoslavije so bila za albansko prebivalstvo Tetova burna. Mnogi so bili podvrženi represiji, zaradi česar so se mnogi izselili. Tisti, ki so ostali, so občasno, a nasilno demonstrirali proti socialističnemu jugoslovanskemu režimu, predvsem v incidentu Yucel leta 1957 in incidentu Kalkandelen leta 1968. Mnoge od teh protestov je vodil Mehmet Gega, pomemben borec za pravice Albancev, ki je bil obsojen na deset let zapora. Na demonstracijah leta 1968 so tetovski Albanci zahtevali priključitev albanskih območij Socialistične republike Makedonije Kosovu in njihovo skupno rekonstitucijo kot sedme republike Jugoslavije. Oblasti so to zahtevo zavrnile in namesto tega dovolile revizijo učnih načrtov in učbenikov, da bi zajezile tako imenovano »prodiranje albanskih nacionalističnih, iredentističnih in protirevolucionarnih teženj prek tiskanih učbenikov in druge literature«. Leta 1974 je bila ratificirana nova zvezna ustava, kar je ublažilo napetosti lokalnih Albancev. Jugoslovanska vlada je na te demonstracije gledala kot na prvo stopnjo albanske zarote, katere cilj je bil končno ločiti ta območja in jih združiti s sosednjo Albanijo. SR Makedonija je izrekla strožje zaporne kazni kot oblasti na Kosovu.
Tetovo je pod Jugoslavijo Josipa Broza Tita doživelo velike spremembe. Številna stanovanja v jugoslovanskem brutalističnem slogu so bila zgrajena okoli mestnega središča Tetova in betonskih cest. Nova predmestja, kot je predmestje Hajdućka, so bila oblikovana, da bi pomagala prilagoditi naraščajočemu številu Makedoncev, ki so se preselili v mesto. Oblasti so porušile nekatere mestne zgodovinske stavbe, kot je stara mošeja.
Ko so se leta 1981 začele težave na sosednjem Kosovu, je morala Tetovo zaradi nemirov in izkazovanja sočutja s kosovskimi Albanci prevzeti pod nadzor paravojaške policije. Enako se je ponovilo leta 1989.

### Razpad Jugoslavije
Ko je leta 1990 postalo očitno, da bo Jugoslavija razpadla, je več kot 2000 etničnih Albancev korakalo skozi Tetovo in zahtevalo odcepitev od Socialistične republike Makedonije in enotnost z Albanijo. Samoodločba etnične manjšine v državi ni bila pravica po ustavi Socialistične republike Makedonije in v znak protesta proti pomanjkanju zastopanosti v ustavi nove Republike Makedonije so Albanci v Makedoniji bojkotirali referendum o neodvisnosti iz Jugoslavije in so bili tako izključeni iz skoraj vsakega predstavništva v novi vladi. Tetovo je postalo sedež novih albanskih političnih strank, ki jih je Republika Makedonija štela za neustavne. Napetosti so se stopnjevale, Tetovo je skupaj z mestom Gostivar sprejelo in dalo zatočišče več tisoč bosanskim muslimanskim beguncem od leta 1992 do konca vojne v Bosni. Pred Natovim bombardiranjem srbskih sil na Kosovu je Tetovo postalo zaledno oskrbovalno oporišče za Osvobodilno vojsko Kosova in kasneje dom za več kot 100.000 kosovskih beguncev iz kosovske vojne. Leta 1997 je bil Alajdin Demiri, župan mesta Tetovo, zaprt, ker je na mestni hiši v Tetovu dvignil zastavo Albanije z dvoglavim orlom, do leta 2000 pa se je izbruh sovražnosti v Tanuševcih razširil v mesti Tetovo in Gostivar. Leta 2001 so etnični Albanci sprožili upor, Tetovo pa je bilo glavno ozadje vojne. Na srečo je bil sklenjen Ohridski sporazum, ki je omogočil, da se je v mesto spet vrnil mir.

### Danes
V gospodarskem smislu je Tetovo eno najbolj razvijajočih se mest v Severni Makedoniji, kjer je nekaj multinacionalnih podjetij (Ecolog International, Mercure Tetovo, Renova, Kipper). Kljub zanimanju zasebnih podjetij za Tetovo vlada mesto zanemarja. Tetovo trpi zaradi širjenja mesta. Zaradi pomanjkanja vladnih predpisov mesto nima sistema za gradbena dovoljenja, številne hiše in zgradbe so bile zgrajene nevarno in naključno ob pešpoteh, cestah in v parkih. Ravni onesnaženosti zraka so med najvišjimi v Evropi.
Najvišja stavba v mestu je Mercure Tetovo, ki meri približno 80 metrov v višino.
Tetovo je eno izmed izobraževalnih središč v Severni Makedoniji, ki gosti dve univerzi, in sicer Jugovzhodnoevropsko univerzo (javno zasebno neprofitno) in državno univerzo v Tetovu (javna univerza). Prva ima vodilno vlogo v izobraževanju v regiji, kjer se bolonjski proces uporablja že od ustanovitve, ima najboljši kampus v regiji jugovzhodne Evrope in je trend mednarodnega razvoja izobraževanja. V Tetovu se izobražuje in diplomira več kot 20.000 študentov.
Poleg tega je Tetovo središče etnične albanske politike. Večina albanskih političnih strank v Severni Makedoniji (Demokratična stranka Albancev (DPA), Demokratična unija za integracijo (DUI) in Stranka za demokratično blaginjo (PDP)) ima tam svoje glavne sedeže.
Tetovo ima eno najvišjih stopenj kriminala v Severni Makedoniji, takoj za veliko večjo prestolnico Skopje. Mesto je bilo v prvi polovici leta 2009 dom 1229 kaznivih dejanj.
6. julija 2014 je v mestu prišlo do nasilnih protestov, kjer je približno 600 mladih v nedeljo metalo kamenje na policijo pred sedežem Demokratične unije za integracijo, mlajšega partnerja etničnih Albancev v parlamentu. Protestniki so bili razočarani in frustrirani nad svojima političnima predstavnikoma Alijem Ahmetijem in Menduhom Thaçijem ter političnimi strankami. Policija je množico razgnala s silo. Na drugih protestih v državi ni bilo poročil o nasilju.
8. septembra 2021 je bilo v eksploziji v centru za COVID-19 ubitih najmanj štirinajst ljudi.

## Geografija
Večji del Tetova se razprostira na ravninskem območju, le manjši del, predvsem starejši del, pa leži na pobočju Baltepeja, 806 metrov visokega hriba. Absolutna nadmorska višina mesta se giblje med 450 in 500 metri. V zadnjem času si urbanisti prizadevajo širiti mesto proti gorskemu predelu, ki je nekoliko dvignjen in ugoden za mestno pozidavo.
Podnebje je srednje celinsko, z vročimi in razmeroma vlažnimi poletji, mrzlimi in sneženimi zimami, pomladjo in jesenjo s pogostimi padavinami. Naravni pogoji, kot so podnebje, relief, geološka sestava države, so omogočili, da so se v bližini Tetova pojavili številni vodni viri. Zato je Tetovo eno redkih mest v Makedoniji, ki ima pitno vodo, vodo za potrebe industrije in vodo za namakanje.

## Prebivalstvo
Ob popisu leta 2002 je mesto Tetovo imelo 52 915 prebivalcev, občina skupaj z okoliškimi naselji pa 70 841:
|        | Skupno | Albanci          | Makedonci        | Turki         | Romi          | Srbi         | Ostalo       |
| ------ | ------ | ---------------- | ---------------- | ------------- | ------------- | ------------ | ------------ |
| mesto  | 52 915 | 29 363 (55,49 %) | 18 980 (35,89 %) | 2078 (3,93 %) | 1600 (3,02 %) | 378 (0,71 %) | 516 (0,98 %) |
| občina | 70 841 | 45 788 (64,63 %) | 20 377 (28,76 %) | 2083 (2,94 %) | 1605 (2,27 %) | 389 (0,55 %) | 599 (0,85 %) |

## Kultura
Tetovo je bilo pod številnimi različnimi vladavinami; od Miken in Ilirov do Rimljanov, Bizantincev in Osmanov, kar je mestu dalo široko paleto raznolikih kultur. Zgodovinsko gledano je bilo Tetovo nacionalistično središče Albancev, bolj znani pa so bili Derviš Cara, Mustafa Ruhi Efendi, Tajar Tetova in Mehmet Pashë Dërralla. Muzej Tetova, ustanovljen leta 1950, vsebuje zgodovino Tetova in je v Spominski hiši Centralnega komiteja Komunistične partije Makedonije.
Glavne znamenitosti Tetova so njegova zgodovinska območja in strukture. Šarena džamija (Poslikana mošeja) je v bližini reke Pena v starem delu mesta. Mošejo je leta 1438 zgradil in leta 1833 obnovil Abdurrahman paša, sin Rexhep paše. Je ena najpomembnejših kulturnih in zgodovinskih stavb Tetova in predstavlja slog zgodnje osmanske arhitekture. Poslikana mošeja je še naprej pomemben spomenik prebivalcem Tetova in je glavna turistična atrakcija za številne tuje obiskovalce.
Hamam ob reki Pena v Tetovu je bil zgrajen približno v istem času kot Šarena džamija in je bil večinoma uporabljen za Wudu (avdes, abdest).
Trdnjavo Baltepes, ki je na vrhu hriba Baltepes nad Tetovom, je leta 1820 zgradil Abdurrahman Paša. Baltepes je imel vrsto predorov iz vseh glavnih osmanskih hiš v mestu, ki so vodili do trdnjave. Razmišljanje o sistemu predorov je bilo omogočiti branilcem trdnjave, da pobegnejo izza sovražnih črt, če je bila trdnjava oblegana, kar je omogočilo, da so oblegali sami obkoljeni. Zadnji rov se je porušil v 1960-ih in od začetka izkopavanja so našli dva od rovov, do Selc in Lavce. Številne lokalne zgodbe in miti, kot je Zgodba o vodni črpalki, so postavljeni v Baltepe, saj se osredotočajo na triletno bivanje Abdurrahman paše iz Kalkandelena v trdnjavi Baltepe, ki je na »hladnem in temnem« Šar planine. Staro naselje Oaeneum naj bi bilo okoli mesta, kjer stoji trdnjava Baltepe.
Arabati Baba Teḱe je bil prvotno zgrajen leta 1538 okoli türbe Sersema Ali Babe, osmanskega derviša. Leta 1799 je vakuf, ki ga je zagotovil Rexhep Pasha, ustanovil sedanje ozemlje tekije. Najlepši ohranjeni bektaški samostan v Evropi, ki se razteza, obsega cvetoče trate, molitvene sobe, jedilnice, prenočišča in velik marmornat vodnjak znotraj lesenega paviljona.
Druge pomembne zgodovinske značilnosti iz osmanskega obdobja v Tetovu so mošeja Saat ("mošeja z uro"), kot pove ime, da je imela nekoč uro v svojem minaretu, in mošeja Kumluk ("peščena mošeja"), stara mošeja v zgornjem bazarju v Tetovu. Ime izhaja iz rdečkasto-rumene zunanjosti mošeje.
Primer bizantinske kulture Tetova je samostan Lešok. Samostan je 8 km izven Tetova. V njegovem kompleksu sta cerkvi sv. Atanazije Aleksandrijske in cerkev sv. Matere Božje. Cerkev Svete Device, zgrajena leta 1326, je odličen primer bizantinskega sloga in arhitekturne tradicije.
Popova Šapka je smučišče v pogorju Šar planine. Kljub temu, da je približno sedem kilometrov od mesta, je na splošno povezano s Tetovom. Popova Šapka pozimi privablja številne turiste, saj je eno izmed priljubljenih smučišč v nekdanji Jugoslaviji. Poleg rekreativnih in tekmovalnih smučarskih tekmovanj ima Popova Šapka številne vile in restavracije za sprejem obiskovalcev. Število hotelov se je povečalo, ker je bila žičnica, ki je ljudi peljala iz Tetova v Popovo Šapko, uničena med konfliktom v Makedoniji leta 2001. Zato ljudje v Popovi Šapki prenočijo, preden se vrnejo v Tetovo.
V Tetovu so trije kamniti mostovi in vsak prečka reko Pena. Mostovi so eni najstarejših zgradb v Tetovu. Večina stavb stare dediščine je v starem mestnem jedru, blizu centra Tetova. Tetovo ima veliko starih stavb in spomenikov, vendar jim grozi, da jih bodo porušili ljudje, ki gradijo nedovoljene zgradbe

### Kuhinja
Tetovo je domovina jedi Tavče gravče, lokalno v Tetovu poznano kot Tavë me Groshë. V času socialistične Jugoslavije je bila jed po vsej državi znana kot Tetovski gravče, kar se nanaša na mesto Tetovo, od koder jed izvira. Čeprav se na Balkanu pripravljajo različne različice jedi, se tradicionalno tetovsko tavče gravče kuha in postreže v loncu iz terakote.
Večina kuhinj v Tetovu ima močan osmanski vpliv ali temelj, kot so ajvar, sujuk in gevrek. Tetovo je znano po restavracijah z žarom, Qebaptorë, kjer pripravljajo čevape in pleskavice. Byrektorës, slaščičarne, so prav tako pogoste v Tetovu in proizvajajo burek. Ëmbëltore, slaščičarne, proizvajajo lokalne tradicionalne sladkarije, kot so lukum, tulumba, kataif in baklava. V Tetovu fermentirajo tudi bozo in je pogosta pijača.
Kuhinja v Tetovu ima edinstven okus in to zaradi lokalnih kmetijskih proizvodov, ki se uporabljajo za pripravo jedi. V Severni Makedoniji je najbolj priljubljen sir Tetovo kaškaval, saj je narejen naravno iz ovčjega mleka s Šar planine. V času Kraljevine Jugoslavije so bila jabolka iz Tetova priljubljena v Beogradu in so bila znana kot tetovska jabuka.

## Pobratena mesta
Tetovo je pobrateno z:
- Prizren, Kosovo
- Kukës, Albanija
- Sterling Heights, Michigan, ZDA
- Konya,  Turčija[35]